# Pro Evolution Soccer 2013
Pro Evolution Soccer 2013 (abreviado para PES 2013 e conhecido oficialmente na Ásia como World Soccer: Winning Eleven 2013) é um jogo eletrônico de futebol e a décima segunda edição da série Pro Evolution Soccer, desenvolvido e publicado pela Konami. O jogo foi anunciado oficialmente pela Konami em 18 de abril de 2012. O jogo foi confirmado para as seguintes plataformas: Microsoft Windows, PlayStation 3, Xbox 360, PlayStation 2, PlayStation Portable, Nintendo 3DS e Nintendo Wii.

## Plataformas
O jogo foi lançado no Brasil em 28 de setembro de 2012 para as plataformas PlayStation 3 e Xbox 360, mesma data do lançamento na América do Norte. Em 25 de outubro de 2012 foi lançado para as plataformas PlayStation 2 e PSP no Reino Unido, na Holanda e nos Países Escandinavos, não tendo data definida para o lançamento no Brasil. Já o lançamento para Nintendo Wii foi no dia 15 de novembro de 2012.[carece de fontes?]

## Novos recursos
PES 2013 começa a ser desenvolvido buscando aprimorar sua jogabilidade, mas também inovar em diferentes recursos  dentro de um jogo de futebol virtual. Muitos dos novos recursos, extensões e melhorias são baseados em comentários, opiniões e criticas construtivas dos fãs do jogo em redes sociais, portais, fanpages, e-mails e até mesmo de vídeos pelo YouTube. Tudo foi analisado pela equipe de desenvolvedores da Konami, para trazer uma melhor e nova jogabilidade para nova versão do jogo.
Segundo a Konami, os itens mais reclamados foram:  o controle e a animação do goleiro, o ambiente sonoro nos estádios, o equilíbrio durante o jogo e a movimentação dos atletas em campo, tida por muitos como “robótica”. Os novos recursos e melhorias da versão 2013 foram estruturadas em  três principais pilares: ControleTotal PES, ID Player, e ProActive AI.

### Foco no feedback dos fãs
Muitos dos novos recursos e aperfeiçoamentos do PES 2013 baseiam-se no feedback dos fãs, que coletamos durante nossas comunicações oficiais. Graças ao apoio apaixonado de milhares de jogadores, analisamos e processamos vários posts do Facebook, tweets, e-mails e pesquisas, a fim de criar o jogo que vocês – os fãs – estão esperando!

### Retornando à essência do futebol
A essência do futebol é a conexão com a bola. O jeito que os jogadores passam, controlam e chutam. Aperfeiçoando essas habilidades básicas, os melhores conseguem fazer mágica em campo. O resto é trabalho em equipe. No âmago do PES 2013 está esse espírito. Redesenvolvendo cuidadosamente e refinando os controles, adicionando níveis mais profundos de liberdade e criando um mecanismo de IA mais complexo, o PES está retornando às origens do futebol.
Atendendo aos pedidos dos fãs de futebol e do PES, o PES 2013 oferece liberdade total para jogar qualquer estilo de futebol, proporciona controle total sobre o posicionamento e o estilo das jogadas e recria de maneira impressionante os grandes nomes do esporte, com emulações perfeitas de suas maneiras de correr, de seus movimentos com e sem bola e de suas habilidades. 50 dos melhores jogadores do mundo foram estudados e reproduzidos fielmente no PES 2013, podendo ser instantaneamente notados pelo seu jeito de jogar em campo.
O PES 2013 se baseia em três elementos principais: Controle Total PES (PES FullControl), ID do Jogador (Player ID) e IA Proativa (Proactive AI).

## Modo de jogo
Introduzida no PES 2012, a Vida futebolística é um termo mais amplo para as populares seções Liga Master, Rumo ao Estrelato e Liga Master On-line. Muitas mudanças e novidades foram desenvolvidas para cada uma dessas seções, permitindo reforçar o desempenho do time através da arrecadação de dinheiro para a contratação de técnicos específicos que trabalharão as fraquezas do time, além das transferências serem realizadas de maneira mais aberta, apresentando razões mais claras para a paralisação das negociações. Os jogadores pedirão garantias específicas, e lamentarão entrar em times que possuem muitos jogadores disputando sua posição. Isso se propaga para o modo Rumo ao Estrelato, no qual o jogador recebe feedback em relação a como precisa melhorar para despontar no time.
A Liga Master On-line apresentará um novo sistema de classificação chamado ‘Classificação de Rivais, que classifica os jogadores com níveis similares, enquanto a comunidade do jogo será dividida entre 240 cidades do mundo e mostrará quando jogadores locais estiverem online. É possível criar ligas e enviar mensagens e desafios. A sincronização do myPES com o Facebook também voltou e será ainda mais detalhada. Os relatórios das partidas sobre aproveitamento de passes, posse de bola, etc. serão detalhados, assim como os artilheiros, as sequências de resultados e os padrões de gols dos usuários. Eles poderão ser postados no mural do Facebook do usuário para que todos vejam.

## Competições

### Internacionais
- Copa Internacional (Copa do Mundo FIFA)
- Copa Europeia (Eurocopa)
- Copa Africana (Campeonato Africano das Nações)
- Copa Americana (Copa América)
- Copa Ásia/Oceania (Copa da Ásia)

### Continentais
- Liga dos Campeões da UEFA
- Liga Europa da UEFA (No Playstation 2 e Wii estará disponível apenas na Liga Master como European Masters Cup)
- Supercopa da UEFA (Apenas para Xbox 360, Playstation 3 e PC)
- Copa Libertadores da América

### Nacionais
| Inglaterra    | Liga Inglesa    | Premier League         | Clube(s) licenciado(s): Manchester United Football Club                                                                      | - Nintendo 3DS - Nintendo Wii - PC - PlayStation 2 - PlayStation 3 - PSP - Xbox 360 |
| França        | Ligue 1         | Ligue 1                | Completamente licenciada | - Nintendo 3DS - Nintendo Wii - PC - PlayStation 2 - PlayStation 3 - PSP - Xbox 360 |
| Itália        | Liga Italiana   | Serie A                | Completamente licenciada | - Nintendo 3DS - Nintendo Wii - PC - PlayStation 2 - PlayStation 3 - PSP - Xbox 360 |
| Países Baixos | Eredivisie      | Eredivisie             | Completamente licenciada | - Nintendo 3DS - Nintendo Wii - PC - PlayStation 2 - PlayStation 3 - PSP - Xbox 360 |
| Espanha       | Liga BBVA       | Liga BBVA              | Completamente licenciada | - Nintendo 3DS - Nintendo Wii - PC - PlayStation 2 - PlayStation 3 - PSP - Xbox 360 |
| Portugal      | Liga Portuguesa | Liga Zon Sagres¹       | Clube(s) licenciado(s): Futebol Clube do Porto, Sport Lisboa e Benfica, Sporting Clube de Braga e Sporting Clube de Portugal | - PC - PlayStation 3 - Xbox 360                                                     |
| Brasil        | Liga do Brasil  | Brasileirão - Série A² | Completamente licenciada | - PC - PlayStation 3 - Xbox 360                                                     |

¹A Liga Portuguesa não aparece nas versões 3DS, Nintendo Wii, PlayStation 2 e PSP. Os únicos clubes portugueses a aparecer são os licenciados, os três participantes da Liga dos Campeões da UEFA de 2012–13 mais o Sporting de Lisboa, que participou da Liga Europa da UEFA.

²A Liga do Brasil não é licenciada para 3DS, Nintendo Wii, PlayStation 2 e PSP. Os únicos clubes brasileiros a aparecer são os participantes da Copa Libertadores.

### Competições fictícias
- Liga PES
- Liga WE
- Copa Konami

### Europa - clubes de outras ligas
| - Anderlecht - Club Brugge - Dinamo Zagreb - Sparta Praha - Copenhagen - Nordsjælland - Bayern de Munique - Schalke 04 | - AEK Atenas - Olympiacos - Panathinaikos - PAOK - Wisła Kraków - CFR Cluj - CSKA Moscou - Spartak Moscou | - Zenit St. Petersburg - Celtic - Motherwell - Beşiktaş - Fenerbahçe - Galatasaray - Dínamo de Kiev - Shakhtar Donetsk |

## Seleções Nacionais
O jogo contém 81 seleções nacionais, além de sete seleções clássicas:

### Europa
| - Alemanha 1 - Áustria - Bélgica - Bósnia e Herzegovina 3 - Bulgária - Croácia 1 - Dinamarca - Escócia 1 - Eslováquia 3 - Eslovênia - Espanha 1 - Finlândia | - França 1 - Grécia 1 - Hungria - Inglaterra 1 - Irlanda 1 - Irlanda do Norte 1 - Israel - Itália 1 - Montenegro 3 - Noruega - País de Gales 3 | - Países Baixos 3 - Polónia - Portugal 1 - Tchéquia 1 - Romênia - Rússia - Sérvia 3 - Suécia 1 - Suíça - Turquia 1 - Ucrânia |

### África
| - África do Sul - Angola 3 - Argélia 3 - Camarões - Costa do Marfim | - Egito - Gana - Guiné 3 - Mali 3 - Marrocos 3 | - Nigéria 3 - Senegal 3 - Tunísia 3 - Zâmbia 3 |

### América
| - Argentina - Bolívia - Brasil - Canadá 3 - Chile - Colômbia | - Costa Rica 3 - Equador 3 - Estados Unidos 3 - Honduras 3 - México 3 | - Panamá 3 - Paraguai 3 - Peru - Uruguai - Venezuela 3 |

### Ásia/Oceania
| - Arábia Saudita 3 - Austrália 1 - Catar 3 - China 3 - Coreia do Sul 3 - Coreia do Norte 3 | - Emirados Árabes Unidos 3 - Irã 3 - Iraque 3 - Japão 1 - Jordânia 3 - Kuwait 3 | - Líbano 2, 3 - Nova Zelândia 2 - Omã 3 - Tailândia 3 - Uzbequistão 2,3 |

### Seleções Clássicas
| - Alemanha 3 - Argentina 3 - Brasil 3 | - França 3 - Inglaterra 3 | - Itália 3 - Países Baixos 3 |

Notas
1. Seleções totalmente licenciadas
2. Novas seleções adicionadas para 2013
3. Formação, uniforme e/ou jogadores fictícios.

## Estádios

### PC, Xbox 360 e PlayStation 3
| Número | País            | Estadio                          | Equipe(s)                        | Nome verdadeiro          |
| ------ | --------------- | -------------------------------- | -------------------------------- | ------------------------ |
| 1      | Inglaterra      | Estádio de Wembley               | Inglaterra                       | Licenciado               |
| 2      | Inglaterra      | Old Trafford                     | Manchester United                | Licenciado               |
| 3      | Inglaterra      | Rose Park Stadium                | Aston Villa                      | Villa Park               |
| 4      | Inglaterra      | Royal London Stadium             | Arsenal                          | Emirates Stadium         |
| 5      | Espanha         | Santiago Bernabéu                | Real Madrid                      | Licenciado               |
| 6      | Espanha         | Camp Nou                         | Barcelona                        | Licenciado               |
| 7      | Espanha         | Camp de Mestalla                 | Valencia                         | Licenciado               |
| 8      | Espanha         | Vicente Calderón                 | Atlético de Madrid               | Licenciado               |
| 9      | Espanha         | Ciudad de Valencia               | Levante                          | Licenciado               |
| 10     | Espanha         | Reyno de Navarra                 | Osasuna                          | Licenciado               |
| 11     | Espanha         | Ramón Sánchez Pizjuán            | Sevilla                          | Licenciado               |
| 12     | Espanha         | La Rosaleda                      | Málaga                           | Licenciado               |
| 13 14  | Espanha         | Cornellà-El Prat1 Nuevo Triunfo1 | Espanyol                         | Licenciado               |
| 15     | Espanha         | Estádio de San Mamés             | Athletic Club                    | Licenciado               |
| 16     | Espanha         | Benito Villamarín                | Real Betis                       | Licenciado               |
| 17     | Espanha         | Coliseum Alfonso Pérez           | Getafe                           | Licenciado               |
| 18     | Espanha         | Nuevo Los Cármenes               | Granada                          | Licenciado               |
| 19     | Espanha         | Iberostar Estádio                | Mallorca                         | Licenciado               |
| 20     | Espanha         | Estádio Anoeta                   | Real Sociedad                    | Licenciado               |
| 21     | Espanha         | Vallecas Campo                   | Rayo Vallecano                   | Licenciado               |
| 22     | Espanha         | La Romareda                      | Real Zaragoza                    | Licenciado               |
| 23     | França · Mônaco | Stade de France                  | França                           | Licenciado               |
| 24     | França · Mônaco | Stade Louis II                   | Monaco                           | Licenciado               |
| 25     | França · Mônaco | Stade de Sagittaire              | Lyon                             | Stade de Gerland         |
| 26 27  | Itália          | San Siro2 Giuseppe Meazza2       | Milan Internazionale             | Licenciado               |
| 28     | Itália          | Juventus Stadium                 | Juventus                         | Licenciado               |
| 29     | Itália          | Estádio Olímpico                 | Lazio e Roma                     | Licenciado               |
| 30     | Itália          | Stadio Orione                    | Catania                          | Estádio Angelo Massimino |
| 31     | Alemanha        | Allianz Arena                    | Bayern de Munique                | Licenciado               |
| 32     | Alemanha        | Burg Stadion                     | Werder Bremen                    | Weserstadion             |
| 33     | Portugal        | Estádio da Luz                   | Benfica                          | Licenciado               |
| 34     | Portugal        | Estádio do Dragão                | Porto                            | Licenciado               |
| 35     | Portugal        | Estádio José Alvalade            | Sporting                         | Licenciado               |
| 36     | México          | Ville Marie Stadium              | América e México                 | Estádio Azteca           |
| 37     | Brasil          | Morumbi                          | São Paulo                        | Licenciado               |
| 38     | Brasil          | Vila Belmiro                     | Santos                           | Licenciado               |
| 39     | Brasil          | Estádio do Escorpião             | Brasil Flamengo Fluminense       | Maracanã                 |
| 40     | Paraguai        | Estádio Amazonas                 | Paraguai                         | Defensores del Chaco     |
| 41     | Japão           | Estádio de Palenque              | Nagoya Grampus Eight             | Estádio de Toyota        |
| 42     | Japão           | Estádio Saitama                  | Urawa Red Diamonds               | Licenciado               |
| 43     | Marrocos        | Mohamed Lewis                    | Raja Casablanca Wydad Casablanca | Estádio Mohammed V       |
| 44     | Coreia do Sul   | Konami Stadium                   | Ulsan Hyundai Horang-i           | Munsu Cup Stadium        |

1) Por alguma razão o Estádio Cornellà-El Prat se repete no jogo.
2) O Milan costuma utilizar o nome popular San Siro, enquanto a Internazionale costuma utilizar o nome oficial Giuseppe Meazza. No entanto trata-se do mesmo estádio.

### PlayStation 2
| Número | País           | Estadio                    | Equipe(s)                              | Nome Verdadeiro          |
| ------ | -------------- | -------------------------- | -------------------------------------- | ------------------------ |
| 1      | Inglaterra     | Wembley Stadium            | Seleção Inglesa                        | Licenciado               |
| 2      | Inglaterra     | Old Trafford               | Manchester United                      | Licenciado               |
| 3      | Alemanha       | Allianz Arena              | Bayern de Munique                      | Licenciado               |
| 4      | Alemanha       | Blautraum Stadion          | Arminia Bielefeld                      | Bielefelder Alm          |
| 5      | Espanha        | Santiago Bernabéu          | Real Madrid                            | Licenciado               |
| 6      | Mônaco         | Stade Louis II             | Monaco                                 | Licenciado               |
| 7      | Itália         | San Siro2 Giuseppe Meazza2 | Milan Internazionale                   | Licenciado               |
| 8      | Itália         | Estádio Olímpico           | Seleção Italiana Lazio Roma            | Licenciado               |
| 9      | Itália         | Estádio Ennio Tardini      | Parma                                  | Licenciado               |
| 10     | Itália         | Estádio Artemio Franchi    | Fiorentina                             | Licenciado               |
| 11     | Portugal       | Estádio do Dragão          | Porto                                  | Licenciado               |
| 12     | Portugal       | Estádio José Alvalade      | Sporting                               | Licenciado               |
| 13     | Portugal       | Estádio da Luz             | Benfica                                | Licenciado               |
| 14     | Brasil         | Estádio do Escorpião       | Seleção Brasileira Flamengo Fluminense | Maracanã                 |
| 15     | Argentina      | Estadio Gran Chaco         | Boca Juniors                           | La Bombonera             |
| 16     | Estados Unidos | Amerigo Atlantis           | Columbus Crew                          | Columbus Crew Stadium    |
| 17     | Japão          | Estádio Saitama 2002       | Urawa Red Diamonds                     | Licenciado               |
| 18     | Coreia do Sul  | Nakhon Ratchasima          | Busan IPark                            | Busan Asiad Main Stadium |
| 19     | África do Sul  | Cuito Cuanavale            | Bloemfontein Celtic                    | Estádio Free State       |
| 20     | Reino Unido    | Club House                 | Nenhuma                                | Fictício                 |

## Trilha sonora
A trilha sonora conta com oito músicas, mais nove trilhas sonoras de jogos clássicos da Konami como Castlevania e Gradius.
| Música                   | Artista              | Origem da Musica     |
| ------------------------ | -------------------- | -------------------- |
| Ai, se Eu Te Pego        | Michel Teló          | Brasil               |
| See Spaces               | Teeth                | Reino Unido          |
| Gold                     | Oberhofer            | Estados Unidos       |
| On Top of the World      | Imagine Dragons      | Estados Unidos       |
| Dreamers                 | Savoir Adore         | Estados Unidos       |
| They Call Me (Radio Mix) | Rednek               | Reino Unido          |
| Suename el Timbal        | El Negro 5 Estrellas | República Dominicana |
| Tu Pai                   | Vakeró               | República Dominicana |

## Narração e comentários
| Local                       | Idioma                   | Narrador            | Comentarista                       |
| --------------------------- | ------------------------ | ------------------- | ---------------------------------- |
| Brasil                      | Português brasileiro     | Silvio Luiz         | Mauro Beting                       |
| Espanha                     | Espanhol europeu         | Carlos Martinez     | Julio Maldonado "Maldini"          |
| Hispanoamérica              | Espanhol latinoamericano | Christian Martinoli | Luis García                        |
| Inglaterra · Estados Unidos | Inglês                   | Jon Champion        | Jim Beglin                         |
| Itália                      | Italiano                 | Pierluigi Pardo     | Luca Marchegiani                   |
| Japão                       | Japonês                  | Jon Kabira          | Tsuyoshi Kitazawa e Hiroshi Nanami |
| Portugal                    | Português europeu        | Pedro Sousa         | Luís Freitas Lobo                  |